# Eisenbahnunfall von Iturbe
Bei dem Eisenbahnunfall von Iturbe entgleiste am 9. September 1945 der internationale Zug von La Paz, Bolivien, nach Argentinien bei Iturbe, Provinz Jujuy, in der Schlucht Quebrada de Humahuaca. 40 Menschen starben.

## Unfallhergang
Der Zug hatte Verspätung. Der Lokomotivführer versuchte, die verlorene Zeit wieder einzuholen. Dabei nahm er die engen Kurven im Bereich der Schlucht Quebrada de Humahuaca zu schnell und der Zug entgleiste bei etwa 60 km/h. Die Unfallstelle lag auf einer Höhe von etwa 3.600 Metern.

## Folgen
40 Menschen starben, etwa 60 wurden darüber hinaus verletzt.